# Rakovac kloster

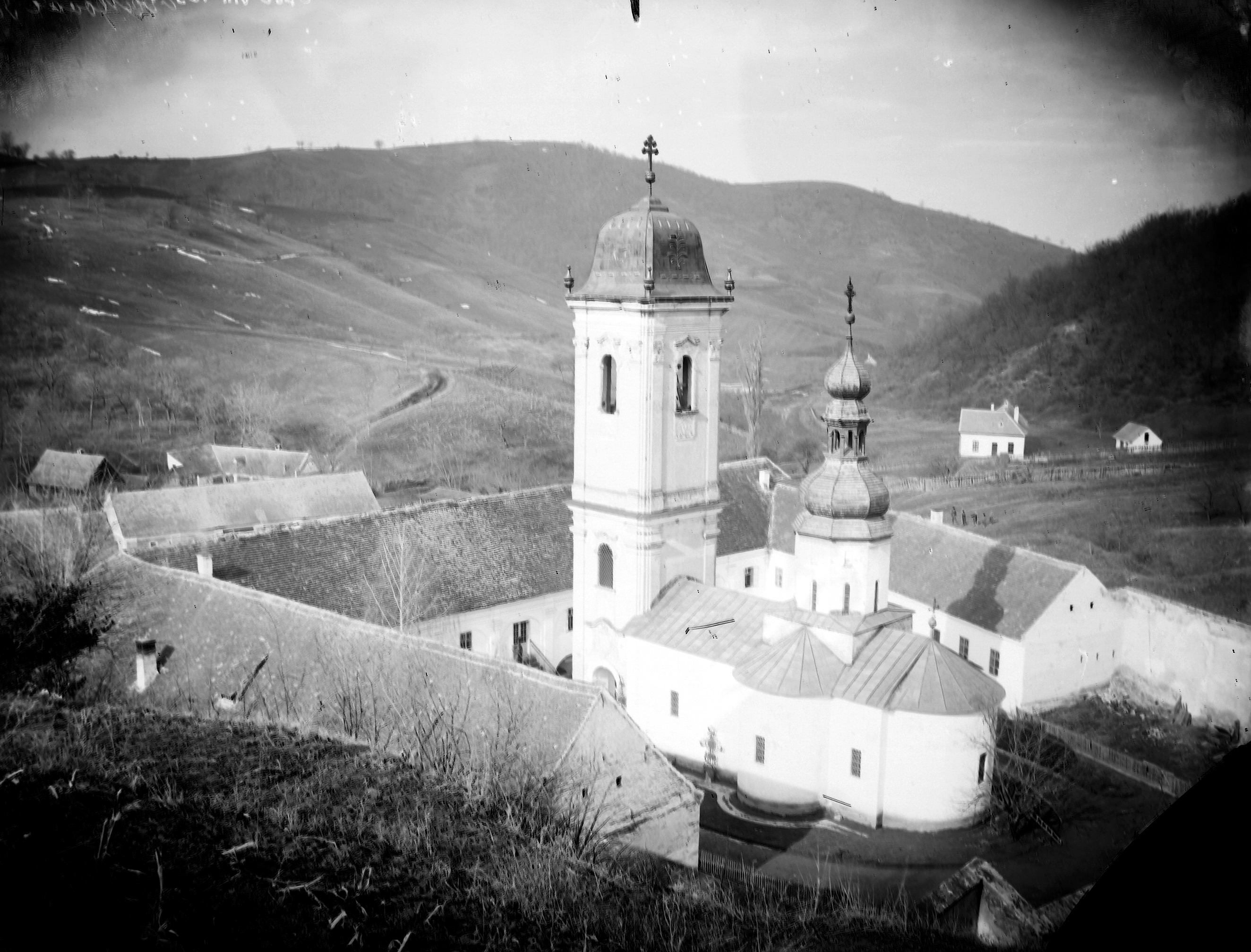
Rakovac kloster år 1885

Rakovac kloster (serbiska: Манастир Раковац / Manastir Rakovac) är ett serbisk-ortodoxt kloster på berget Fruška Gora i den norra serbiska provinsen Vojvodina. Enligt en legend som skrevs ned år 1704 skulle Rakovac kloster ha grundats 1498 av en man vid namn Raka, Despot Jovan Brankovic hovman. Äldsta dokumenten som omnämner klostret är från 1545-1546. År 1990 förklarades klostret som ett monument av särskild kulturell betydelse.